# East Hampton (Connecticut)
East Hampton es un pueblo ubicado en el condado de Middlesex en el estado estadounidense de Connecticut. En el año 2005 tenía una población de 15,363 habitantes y una densidad poblacional de 132 personas por km².

## Geografía
East Hampton se encuentra ubicada en las coordenadas 41°34′01″N 72°30′20″O / 41.56694, -72.50556.

## Demografía
Según la Oficina del Censo en 2000 los ingresos medios por hogar en la localidad eran de $66,326 y los ingresos medios por familia eran $74,409. Los hombres tenían unos ingresos medios de $50,157 frente a los $35,867 para las mujeres. La renta per cápita para la localidad era de $22,769. Alrededor del 3.7% de la población estaban por debajo del umbral de pobreza.